# Mária Vadász
Mária Vadász (Környe, 1 de janeiro de 1950 - 18 de agosto de 2009) foi uma ex-handebolista húngara, medalhista olímpica.
Mária Vadász fez parte do elenco medalha de bronze, em Montreal 1976.